# Чарли и шоколадовата фабрика
„Чарли и шоколадовата фабрика“ (оригинално заглавие на английски: Charlie and the Chocolate Factory) е книга от Роалд Дал, публикувана за първи път през 1964 г. в САЩ. Илюстратор на първото издание е Джозеф Шинделман, а изданията след 1998 г. илюстрира Куентин Блейк.

## Сюжет
Чарли Бъкет, определен още в самото начало на книгата като „положителният герой“, е добро и умно момче, което живее заедно с родителите си и техните родители в малка къщичка в покрайнините на голям град. От шестимата възрастни само бащата има работа и то зле платена, заради което семейството живее в бедност. Чарли много обича шоколад, но получава малко блокче единствено на рождения си ден. Всеки ден, на път за училище и обратно, малкият Чарли минава покрай „най-голямата и прочутата в целия свят“ шоколадова фабрика и мечтае да влезе вътре.
Дядо Джо разказва на Чарли за собственика на фабриката – Уили Уонка, който съвсем сам измисля многобройни шоколадови десерти и фантастични изобретения (например сладолед, който не се топи, дъвка, която не губи аромата си и др.). Заради шпиони сред работниците, които издават производствените тайни на конкуренцията, Уили Уонка се принуждава да затвори фабриката. След известно време тя отново започва работа, но вратите са заключени и единствено продуктите излизат навън през специална вратичка в стената, за да бъдат откарани с пощенски камиони. Тайнствените работници са неизвестни.
Уили Уонка инициира неочаквана лотария: пет златни билети, скрити под опаковката на пет обикновени шоколада, ще дадат възможност на пет деца (заедно с възрастни придружители от семейството им) да посетят фабриката и да получават бонбони и шоколад до края на живота си. Интересът към шоколадите на Уонка е по-голям от всякога и първите четири билета бързо са намерени от следните деца: Огъстъс Глуп – „лакомник“, Верука Солт – „разглезено от родителите си момиче“, Вайълет Борегард – „момиче, което по цял ден дъвче дъвка“ и Майк Тиви – „момче, което по цял ден гледа телевизия“. Междувременно бащата на Чарли губи работата си и семейство Бъкет гладува.
Чарли случайно намира пари на улицата и, купувайки си шоколад, открива петия златен билет в последния ден от лотарията. Семейството решава дядо Джо да го придружи.
Уили Уонка развежда децата и техните придружители из фабриката, като им показва много от необичайните си изобретения и им представя своите работници – умпа-лумпите. Това са мънички човечета от Лумпаландия, приели предложението за работа на господин Уонка, който им обещава неограничени количества от какао – любима, но труднодостъпна храна за тях.
По време на обиколката лошото поведение на четири от децата довежда до тяхното преждевременно отпадане. Лакомията на Огъстъс Глуп става причина той да бъде засмукан от тръба, която отвежда шоколада в залата за ягодови десерти. След като е бил притиснат от тръбата, той става съвсем тънък. Вайълет Борегард опитва експериментална дъвка въпреки предупрежденията на Уили Уонка и се превръща в огромна боровинка. След като умпа-лумпите изстискват сока от нея, тя си връща нормалните размери, но остава морава на цвят. Верука Солт е изхвърлена в шахта за боклук от катерички, обучени да разпознават некачествените ядки, които преценяват момичето като „калпав орех“. Родителите ѝ също попадат в шахтата, докато се опитват да я открият там. Накрая тримата напускат фабриката невредими, но покрити с боклуци. Майк Тиви е смален от камера, проектирана да изпраща по телевизията мостри от шоколад. След като е разтеглен от машина за дъвки, става изключително висок и слаб.
В края на книгата Уили Уонка разкрива, че целта на лотарията е била да избере свой наследник, когото да обучи да управлява фабриката. Това е Чарли Бъкет. Уили Уонка, Чарли и дядо Джо отиват до къщата на семейство Бъкет с летящ асансьор, за да разкажат новината и да вземат останалите членове във фабриката, която отсега нататък ще бъде техен дом.

## Адаптации
Филми
- „Уили Уонка и шоколадовата фабрика“ (1971), режисиран Мел Стюарт, с участието на Джийн Уайлдър в ролята на Уили Уонка и Питър Оустръм в ролята на Чарли Бъкет.
- „Чарли и шоколадовата фабрика“, режисиран от Тим Бъртън, с участието на Джони Деп в ролята на Уили Уонка и Фреди Хаймор в ролята на Чарли.
- „Уонка“ (2023), режисиран от Пол Кинг, с участието на Тимъти Шаламе в ролята на Уили Уонка.